# Hatila Passos
Hatila Passos (Volta Redonda, Río de Janeiro, 8 de enero de 1985) es un jugador profesional de baloncesto brasileño nacionalizado uruguayo, que juega para el Osasco del Campeonato Brasileiro de Clubes en la posición de pívot. Ha sido internacional con las selecciones de baloncesto de Brasil y Uruguay.

## Trayectoria

### Universidad
Passos comenzó a practicar baloncesto a los 15 años. Jugó en los clubes paulistas Continental y Hebraica São Paulo, antes de migrar a los Estados Unidos para continuar con su desarrollo como atleta en ese país. Asistió al Laurinburg Institute de Laurinburg, Carolina del Norte, donde jugó para los Tigers, el equipo de baloncesto de la institución de educación secundaria. Al concluir sus estudios fue reclutado por la Universidad de Arkansas-Fort Smith para incorporarse a los Lions y competir en los campeonatos de baloncesto de la División II de la NCAA. 
En su año como júnior, Passos se transfirió a la Universidad Estatal de Nuevo México, convirtiéndose en jugador de los Aggies. Ello le permitió mostrarse en la División I de la NCAA. En sus últimos dos años en el baloncesto universitario estadounidense disputó 60 partidos, promediando 9.7 puntos y 6.7 rebotes por encuentro. 

### Carrera profesional
Passos inició su carrera profesional en el Sion Hérens de la Liga Nacional de Baloncesto de Suiza, en lo que sería su única experiencia en el baloncesto competitivo europeo.
A comienzos de 2009 arribó a Montevideo para jugar con Atenas, equipo al que conduciría hasta los cuartos de final de los playoffs del campeonato local. Al concluir el torneo fue fichado por los Marinos de Anzoátegui, incorporándose a la plantilla que conquistaría el campeonato de la Liga Profesional de Baloncesto de Venezuela. Luego de ello el club argentino Lanús  lo consideró un buen sustituto para Takais Brown, pero tras sólo 6 encuentros fue apartado del equipo.
Passos volvería a Marinos de Anzoátegui para jugar una nueva temporada de la LPB de Venezuela en 2010. Su equipo alcanzó nuevamente las finales, pero finalmente caerían derrotados ante Cocodrilos de Caracas. 
El pívot tuvo su primera experiencia en su país al ser fichado por el Unitri/Uberlândia en 2010. 
Volvió a Uruguay a mediados de 2011, pero esta vez fichado por Hebraica Macabi. Con ese club se consagró campeón de la temporada 2011-12 de la LUB. Por su actuación destacada durante el torneo su contrato fue renovado para una nueva temporada.
En abril de 2013, ya liberado de sus obligaciones con Hebraica Macabi, retornó a Venezuela pero ahora como refuerzo extranjero de los Trotamundos de Carabobo. Luego de esa experiencia regresó a su país natal para arreglar su incorporación al Paulistano, sin embargo no pudo cerrar un acuerdo por lo que se marchó a República Dominicana, respondiendo a una convocatoria de los Indios de San Francisco de Macorís de la LNB. Culminado el certamen caribeño, el pívot retornó a Hebraica Macabi para iniciar su tercera temporada en el club. 
Con los macabeos permanecería hasta 2016, contabilizando un breve paso por Huracanes del Atlántico de LNB en 2014. Fue una pieza clave del equipo que se adjudicó el título de la temporada 2015-16 de la LUB.
Habiéndose nacionalizado como uruguayo, Passos firmó contrato con Malvín en septiembre de 2016.

## Selección nacional

### Brasil
Entre 2008 y 2010 el pívot estuvo vinculado a la selección de baloncesto de Brasil, actuando fundamentalmente en torneos amistosos (sin embargo alcanzó a jugar dos partidos oficiales en el marco del Campeonato Sudamericano de Baloncesto de 2008).

### Uruguay
En 2016 recibió la invitación para sumarse con la selección de baloncesto de Uruguay como jugador extranjero nacionalizado, pero sería recién en octubre de 2017 que fue habilitado por FIBA para ello.

## Vida privada
En 2022 participó del reality show ¿Quién es la máscara?  bajo el personaje de «Tiburón», siendo el 9.º desenmascarado.